# Instituto de Educación Media Superior de la Ciudad de México

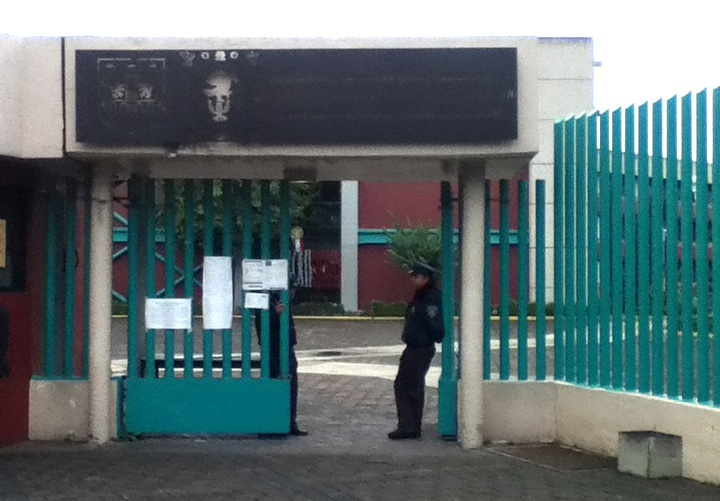
Instituto de Educación Media Superior. Sistema de Bachillerato del La Ciudad De México.

El Instituto de Educación Media Superior de la Ciudad de México (IEMS CDMX) es un organismo público descentralizado, creado en marzo del 2000, para ofrecer educación de nivel medio superior en la Ciudad de México. El Instituto establece el Sistema de Bachillerato del Gobierno de la Ciudad de México (SBGCDMX) con el compromiso de que “La educación que imparta será democrática, promoverá el libre examen y discusión de las ideas y estará orientada a satisfacer las necesidades de la población de la Ciudad de México.”

## Origen
El IEMS se origina de una demanda que vecinos y organizaciones sociales de Iztapalapa realizaron, en 1995, al entonces regente capitalino, Óscar Espinosa Villarreal, de utilizar como centro educativo las instalaciones de la ex Cárcel de mujeres  que se encontraban en remodelación. La Unión de Colonos de San Miguel Teotongo organizó varias movilizaciones sociales con esa finalidad: 
I
"Dos de las más importantes, fueron el “abrazo a la cárcel”, [17 de marzo de 1995] acto simbólico en que los vecinos fueron convocados a rodear las nueve hectáreas del inmueble y de esa manera, apropiárselo. Entonces comenzaron a perfilarse las opciones que los vecinos tenían para él: junto a la de convertirla en una escuela preparatoria, un hospital, mercado, centro cultural, áreas verdes… La segunda acción fue realizada el 28 de mayo: una consulta pública en la que participaron vecinos de colonias del Distrito Federal y del Estado de México. Fue recogida la expresión de más de seis mil personas, y el resultado abrumadoramente mayoritario fue convertirla en una escuela preparatoria."
Los colonos decidieron sostener su demanda y permanecer en las instalaciones de la ex Cárcel de Mujeres desde mayo de 1995 hasta agosto de 1999. Aún sin autorización, el 9 de septiembre de 1997, iniciaron las clases en la autodesignada Escuela Preparatoria Iztapalapa (EPI), 160 estudiantes inscritos y profesores voluntarios; ellos mismos construyeron instalaciones provisionales. El 27 de agosto, la diputada Clara Brugada, quien fuera integrante de la Unión de Colonos de San Miguel Teotongo, organizó una manifestación y el bloqueo de la circulación de la calzada Ermita Iztapalapa para llamar la atención de las autoridades de la capital. Fue hasta 1999, cuando la secretaria de gobierno, Rosario Robles, se comprometió a apoyar el proyecto de donación del inmueble para su uso como preparatoria. Ese mismo año se conformó la Coordinación de Asuntos Educativos con la dirección de Manuel Pérez Rocha, quien fuera coordinador del CCH de la UNAM en 1973, y a quien se le encomendó ser enlace con la EPI. Las actividades docentes formales de la EPI fueron inauguradas por Cuauhtémoc Cárdenas Solórzano. 
El 30 de marzo de 2000 se publica el decreto de creación del IEMSDF. Su primera directora general fue la matemática Ma. Guadalupe Lucio Maqueo, quien trabajó de manera coordinada con el ingeniero Pérez Rocha en la formulación del modelo educativo y de los planes de estudio. La Escuela Preparatoria Iztapalapa pasó a ser la primera preparatoria del Gobierno del Distrito Federal en funciones.  En diciembre de ese mismo año, en el gobierno de Andrés Manuel López Obrador, se proyectó y autorizó la creación de quince planteles más, cuya primera generación ingresó en agosto de 2001, formando una matrícula de 3,062 estudiantes.
El Ing. Pérez Rocha participa de manera alterna a la puesta en marcha del proyecto del IEMS, como promotor y luego rector de la Universidad de la Ciudad de México (UCM). Las instalaciones de la ex Cárcel de Mujeres también darán cabida al primer plantel de la UCM, denominado Casa Libertad, con un origen común al IEMS aunque con una administración y trayectoria diferenciada. La UCM obtuvo su autonomía el 16 de diciembre de 2004. Por su origen común, la UACM y el IEMS establecieron un convenio en el que un determinado número de estudiantes del bachillerato tiene posibilidad de pase directo a la universidad. Por lo tanto, algunos egresados del IEMS eligen el pase a la UACM y muchos otros concursan y logran ingresar tanto a la UACM como a otras instituciones que imparten licenciatura como UNAM, IPN, UPN, UAM, etcétera.

## Estructura y organización interna

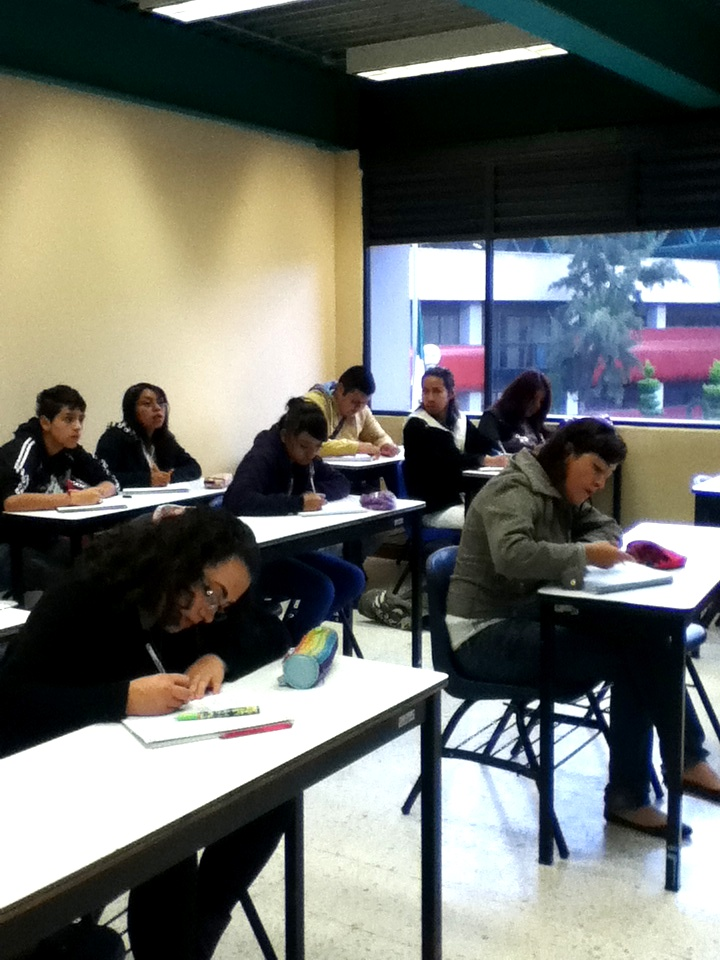
El estudiante asiste a clase y a tutorías individuales.

El IEMS se rige por un Estatuto Orgánico publicado el 23 de marzo de 2005. En el Estatuto se establece que el Jefe de gobierno de la Ciudad de México tiene como atribución designar al director general del Instituto. Para poder ostentar el cargo de director general se requiere experiencia y conocimiento en materia de educación y grado mínimo de licenciatura. El gobierno y la administración del Instituto está a cargo del Consejo de Gobierno que preside el Secretario de educación del D. F. y los titulares de las secretarías de Gobierno, Desarrollo económico, Finanzas, Cultura; los titulares de la Oficialía Mayor y del Instituto de Ciencia y Tecnología del D. F.; dos académicos del Consejo Académico del Instituto y dos ciudadanos designados por el Jefe de Gobierno del D. F. El director general del instituto tiene derecho a voz pero no a voto. El Consejo tiene por obligación sesionar no menos de cuatro veces al año para resolver sobre la situación académica y administrativa del IEMS. Sin embargo, no existe evidencia de que todas las sesiones se realicen con esa frecuencia. Cuando las reuniones del Consejo se celebran, los temas que se hacen constar en las actas son abrumadoramente de carácter administrativo, de tal suerte que el IEMS se encuentra en una anomia académica.
En la vida académica al interior del Instituto deben coadyuvar cuatro órganos consultivos: Consejo General Interno, Consejo Académico, Consejo Interno de los Planteles, y Consejo de Participación Social de los Planteles. El Consejo General Interno integra autoridades académicas y administrativas y representantes de los docentes, trabajadores y estudiantes; tiene como atribución opinar sobre políticas y lineamientos académicos. El Consejo Académico lo forman investigadores externos al IEMS designados por el director general y tienen, entre otras funciones, que revisar y actualizar los planes y programas de estudios. El Consejo Interno de los Planteles, tiene la misma función y se liga con el Consejo General. El Consejo de Participación Social se establece como un vínculo con los padres de familia y con las comunidades del entorno educativo. 
El IEMS posee una entidad jurídica, un patrimonio propio, así como una estructura y organización interna reglamentada, sin embargo, no existe una vigilancia patente sobre el cumplimiento de las normas en su vida académica ni un establecimiento de políticas generales por parte del Consejo de Gobierno, siendo el único órgano con la capacidad de tomar y ejecutar las decisiones que competen al Instituto. Los titulares de las secretarías que conforman el Consejo de Gobierno (comúnmente sus representantes) toman todas las decisiones, ya que el director general del IEMS tiene derecho a voz pero no a voto. El IEMS opera sin la capacidad interna para decidir sobre lineamientos fundamentales de su quehacer académico, como la actualización de planes y programas de estudio, dado que la aprobación corresponde al Consejo de Gobierno, y la iniciativa debe partir del director general. En su estructura jurídica el IEMS está diseñado para operar con un aparato administrativo ligero y con un componente académico preponderante, que fundamenta los órganos consultivos, pero las últimas administraciones han decidido crear nuevas direcciones y han hecho crecer la carga administrativa. 
Actualmente, las figuras administrativas centralizadas en la Dirección General del IEMS ejercen su función sin cortapisa, dado que los órganos consultivos mencionados no operan, a pesar de que su existencia forma parte del Estatuto Orgánico.  El Consejo Interno sesionó durante los años 2008 y 2009, pero la mayoría de sus acuerdos no se llevaron a efecto, uno de ellos fue un proyecto de Estatuto del Personal Académico que quedó sin aprobar y que a la fecha no existe. Al no existir los órganos consultivos, la participación de la comunidad académica en la evaluación y mejora del proyecto educativo queda excluida porque jamás llega a los oídos del director general ni del Consejo de Gobierno. 
De acuerdo a los Estatutos, cada plantel será administrado por un Subdirector de Coordinación de Plantel, el cual podrá ser nombrado o removido por el Consejo de Gobierno, a propuesta del director general; para su designación, en primera instancia se considerará al personal académico del Instituto. Un Subdirector de Coordinación de Plantel permanecerá en su cargo un máximo de cuatro años y, en razón tanto de su desempeño como de los resultados obtenidos, podrá ser nuevamente nombrado, por única vez, con el mismo cargo, por un periodo igual, pero en un plantel distinto. Sin embargo, existen jefes de coordinación que ingresaron en su función desde la primera administración del IEMS, y que contínuan en ella después de 13 años.“Entre las principales tareas del coordinador se incluye la de garantizar el funcionamiento del plantel, de modo que las diversas áreas cumplan las tareas necesarias, así como trabajar con los profesores en la planeación académica de cada ciclo escolar.”

## Ingreso

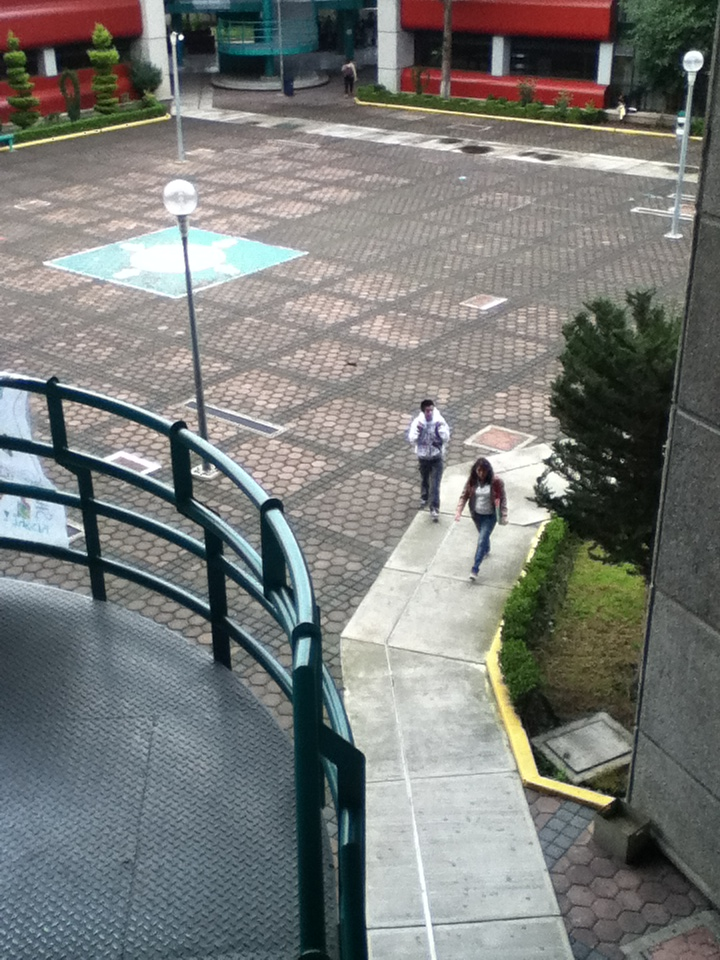
El ingreso de estudiantes es incluyente.

El IEMS admite a estudiantes, que una vez concluida la secundaria, presenten su certificado, demuestren que vive en colonias aledañas al plantel solicitado, y participen en un sorteo que se lleva a cabo bajo vigilancia notarial. La política de ingreso pretende ser incluyente y equitativa. Se restringe el ingreso a los estudiantes que viven lejos para favorecer a sectores de jóvenes que no cuentan con suficiente oferta educativa en su delegación. Se consigue, además, que el estudiante no gaste mucho tiempo y dinero en su traslado. Originalmente, el IEMS sólo admitía 350 estudiantes por plantel para el sistema escolarizado; pero a partir de 2007 se crea el sistema semi-escolarizado, en el marco del programa Universalidad del bachillerato que propuso el entonces secretario de educación del D. F., Lic. Axel DidrikssonTakayanagi, que propone admitir 270 estudiantes más por plantel. Sin embargo, en la convocatoria de 2012 se menciona que para la modalidad semi-escolarizada se contará con un número de lugares de acuerdo con la disponibilidad de cada plantel. Entre los estudiantes sorteados existe una lista de espera para cubrir la inscripción de aquellos, que siendo favorecidos en el sorteo, no se presenten a la inscripción. Los lineamientos de Operación de los Servicios de Asesoría en la Modalidad Semi-Escolar,se emiten el 10 de febrero de 2010. En el ciclo escolar 2011-2012 el IEMS contaba con una matrícula total de 19, 224 estudiantes y una planta docente de 1,107.

## Infraestructura
Los primeros 16 planteles que se construyeron cuentan con 14 salones para dar clase grupal, más aulas dispuestas en la planta baja para que estudiantes con capacidades diferentes tengan fácil acceso. Cada preparatoria tiene una biblioteca, una cancha deportiva y un auditorio amplios, dos laboratorios, dos audiovisuales, salones especiales para música, artes pláticas y cómputo; y un cubículo de servicio médico. Existen cubículos para cada docente, cuentan con un equipo de cómputo personal y, frente a ellos, se encuentran cubículos estudiantiles para que los estudiantes trabajen de manera independiente o a través de la asesoría. La capacidad instalada y esperada es para mantener a,  máximo, 1050 estudiantes matriculados en los tres ciclos, en cada plantel. Actualmente existen cuatro planteles más, uno en la delegación Venustiano Carranza, dos en Iztapalapa y uno en Álvaro Obregón, que se encuentran en su primera etapa de construcción. Estudiantes, docentes y trabajadores de esas preparatorias denuncian que realizan sus labores en espacios "prestados" o poco aptos para la enseñanza: en kioscos públicos, explanada delegacional o estacionamientos. El 26 de diciembre de 2013, se informó que la Asamblea Legislativa del Distrito Federal le asignó al IEMS  "734. 2 millones de pesos, 5 millones menos que el año pasado." Y rechazó  "una partida para la construcción de los planteles Venustiano Carranza e Iztapalapa IV y equipamiento a los planteles del IEMS, con el argumento de que 'afecta el equilibrio presupuestal."

## Los planteles

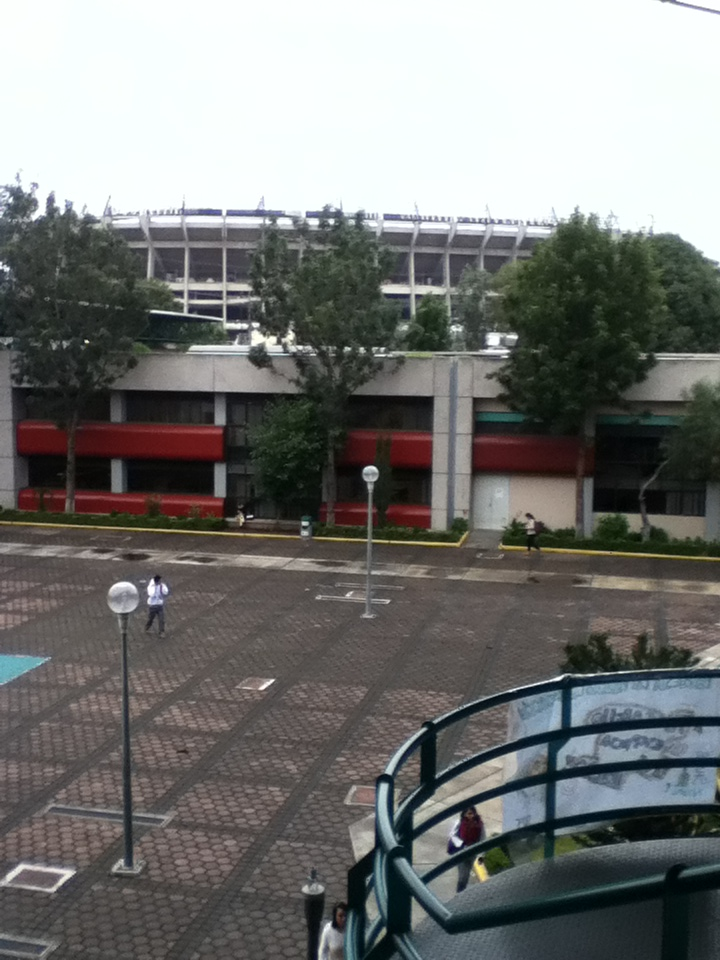
Las primeras 16 preparatorias gozan de una infraestructura similar.

| Plantel                                           | Dirección                                                                                               |
| ------------------------------------------------- | --- |
| "Lázaro Cárdenas del Río" (Álvaro Obregón I)      | Av. Jalalpa Norte #120, Col. Jalalpa El Grande.                                                         |
| “Vasco de Quiroga” (Álvaro Obregón II)            | Av. Río Guadalupe s/n, entre San Agustín y Tecalcapa, Col. El Mirador.                                  |
| “Melchor Ocampo” (Azcapotzalco)                   | Rosario s/n esq. Hidalgo, Col. Santa Catarina.                                                          |
| "Ricardo Flores Magón" (Coyoacán)                 | Calz. de Tlalpan #3465, esq. Av. Acoxpa, Col. Viejo Ejido de Santa Úrsula.                              |
| "Josefa Ortiz de Domínguez" (Cuajimalpa)          | Carretera Federal México-Toluca KM. 19.8, Col. El Molino.                                               |
| “Belisario Domínguez” (Gustavo A. Madero I)       | Av. La Corona #436, esq. Morelos, Col. Loma de la Palma.                                                |
| "Salvador Allende" (Gustavo A. Madero II)         | Av. Ferrocarril Hidalgo #1129, Col. Constitución de la República.                                       |
| "Felipe Carrillo Puerto" (Iztacalco)              | Oriente 237 #21, Col. Agrícola Oriental.                                                                |
| Iztapalapa I                                      | Calz. Ermita Iztapalapa #4163, Col. Lomas de Zaragoza.                                                  |
| "Benito Juárez" (Iztapalapa II)                   | Zacatlán s/n, esq. Cempazuchitl, Pueblo de San Lorenzo Tezonco.                                         |
| Iztapalapa III                                    | Calle Duraznos Mz. 474, Lote 13, Col. Miravalles.                                                       |
| Iztapalapa IV                                     | Eje 3 Oriente s/n, esq. Av. Ermita Iztapalapa, Col. Progreso del Sur.                                   |
| "Ignacio Manuel Altamirano" (Magdalena Contreras) | Av. San Jerónimo #2625, Col. San Bernabé Ocotepec.                                                      |
| “Carmen Serdán” (Miguel Hidalgo)                  | Lago Ximilpa #88, Col. Argentina Antigua.                                                               |
| "Emiliano Zapata" (Milpa Alta)                    | Francisco I. Madero Oriente #154, Barrio La Lupita, Pueblo de Santa Ana Tlacotenco.                     |
| "José Ma. Morelos y Pavón" (Tláhuac)              | Canal de Chalco, esq. Piraña, Col. Del Mar.                                                             |
| "Gral. Francisco J. Múgica" (Tlalpan I)           | Yobain #105, Col. Belvedere.                                                                            |
| "Otilio Montaño" (Tlalpan II)                     | Av. Cruz Blanca #321, Pueblo de San Miguel Topilejo.                                                    |
| “José Revueltas Sánchez" (Venustiano Carranza)    | Sidar y Rovirosa #71 , Col. El Parque.                                                                  |
| "Bernardino de Sahagún" (Xochimilco)              | Carretera Nueva Xochimilco-Tulyehualco #9745, tramo Av. Aquiles Serdán, Pueblo de Santiago Tulyehualco. |

## Modelo educativo y planes de estudio

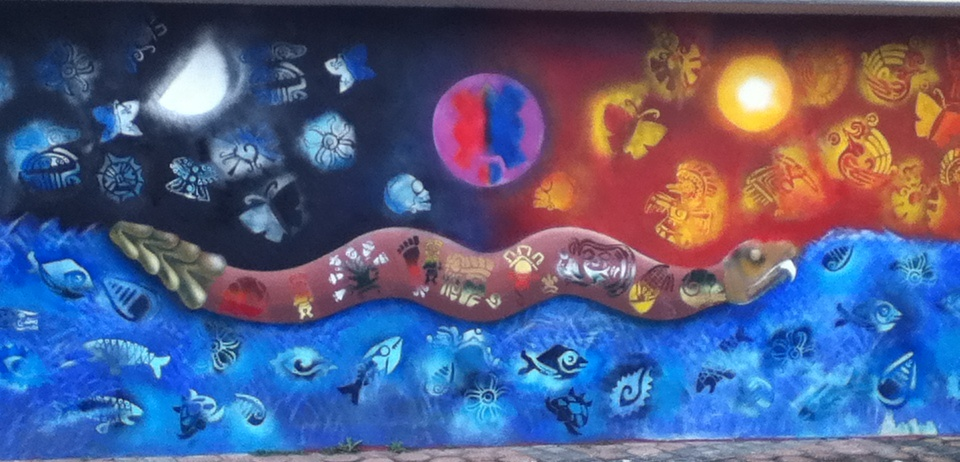
La asignatura de artes plásticas motiva la reflexión estética.

El objetivo del proyecto educativo es llevar la escuela a la colonia del estudiante y ofrecerle un plan de estudios equilibrado con un enfoque científico amplio, una atención personalizada de docentes titulados y especialistas de las asignaturas, en tutorías individuales que complementan la clase grupal, y una evaluación cualitativa que permita configurar el perfil formativo progresivamente. Un fundamento del proyecto educativo es “Desarrollar un modelo educativo flexible, abierto y permanente.  [...] y evitar así la excesiva rigurosidad que imposibilita el desarrollo de formas y métodos diferentes para la satisfacción de las necesidades educativas.”
Los planes y programas de estudio que el Instituto formule, formarán parte de un modelo pedagógico orientado a responder de manera efectiva a las necesidades educativas y culturales actuales, a los avances de las humanidades y de las ciencias y, principalmente, a los avances en la teoría del conocimiento.Los estudiantes son los actores centrales de los procesos educativos y constituyen la razón de ser del Instituto, por lo que tendrán garantizada una participación activa y permanente a través de los Consejos Internos, procurando que esta función se desempeñe sin detrimento del proceso de aprendizaje.
La estructura curricular se organiza con base en tres ejes: formación crítica, humanística y, científica. La formación crítica considera el dominio del campo u objeto de la crítica, capacidad y hábito de vigilancia epistemológica, capacidad y hábito de contextualización teórico-cultural, y capacidad y hábito de contextualización histórico-social. La Formación humanística consiste en: actitud y conocimientos axiológicos, conciencia humanística (histórica y social), conciencia ética, disposición y capacidad de actuación moral, sensibilidad y capacidad de reflexión estéticas, capacidad de expresión artística, capacidad de interacción social eficaz y responsable, capacidad de expresión oral y escrita, y hábito de trabajo ordenado, eficaz y disciplinado.La Formación científica consta de cuatro elementos: actitud científica, cultura científica general, conocimiento sólido de algunas ciencias particulares, y capacidad para la investigación científica. 
La carga curricular se organiza en seis periodos semestrales, en los cuales los estudiantes deben cursar doce asignaturas en el primer ciclo, trece en el segundo y trece en el tercero. Cursan en total 38 asignaturas: cinco semestres de matemáticas; cuatro de filosofía, lengua y literatura, e historia; tres de inglés; dos de cómputo, planeación y organización del estudio, química, física , biología, música y artes plásticas;  tres optativas y una investigación final denominada problema eje, que pasa por la valoración académica de dos docentes y el seguimiento de una Comisión Evaluadora. El programa de bachillerato propedéutico está planeado para durar tres años. Sin embargo, otorga un máximo de tres semestres adicionales para concluir. 
El docente atiende grupos de 25 estudiantes en clases grupales y en asesoría individual en su cubículo personal. Además se le asignan 15 estudiantes para que les de seguimiento académico a través de la tutoría durante su trayectoria en la preparatoria. Los programas de estudio fijan objetivos y se guían por un conjunto de competencias que modulan la enseñanza y la evaluación. La formulación de las competencias corresponde a las doce Academias (una por cada asignatura). Las Academias se constituyen por los docentes de una misma área y su trabajo lo coordina un grupo de consultores.

## Modelo semi-escolarizado
El modelo semi escolarizado combina dos formas de atención: las sesiones de clase de los sistemas escolarizados y el estudio independiente que promueven los sistemas abiertos y a distancia. Así, se usarán las aulas de los planteles los días sábado para recibir a los estudiantes en sesiones grupales tipo clase para 20 asignaturas del plan de estudios vigente en el SBGDF y se impulsará el estudio independiente para que el estudiante prepare por su cuenta las 18 asignaturas restantes, con apoyo de asesorías en pequeños grupos programadas de martes a viernes. En el ciclo escolar 2012-2013 la matrícula total de este modelo era de 6,183 estudiantes. Los contenidos educativos son iguales a los del sistema escolarizado. 
El estudiante contará con material de apoyo en línea para guiarle en la preparación de cada una de las asignaturas del plan de estudios y con materiales impresos gratuitos que se le entregan al iniciar el curso. La evaluación de su aprendizaje con fines de acreditación estará a cargo de la Dirección Académica del IEMS. La evaluación del aprendizaje con fines diagnósticos y la evaluación formativa estará a cargo de los prestadores de servicios profesionales con actividades de asesoría. Para las asesorías, los horarios de los grupos son de las 8 a las 20 horas, pero en una jornada diaria un estudiante tendrá, como máximo, de seis a siete horas de asesoría, tanto en sesiones sabatinas como en las que se programan entre semana (una vez por grupo, de martes y viernes) o en sesiones diarias (de enero y junio).
"Los Asesores, son la figura que la modalidad semi-escolarizada reconoce como el principal apoyo educativo de los alumnos y son contratados de acuerdo a las necesidades y requerimientos del IEMS, siempre y cuando cumplan con los perfiles establecidos." Los docentes y estudiantes de la modalidad semi-escolarizada,se quejan de que no tienen acceso a salones y cubículos para brindar asesoría, así como a la biblioteca y laboratorios.

## Egreso

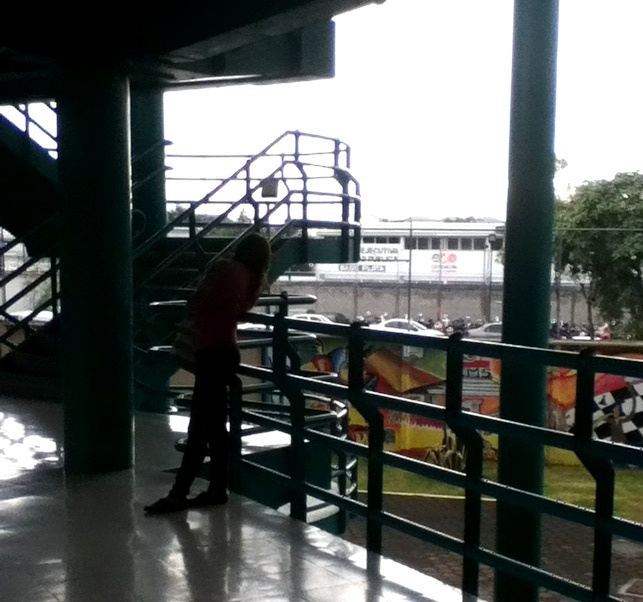
Un porcentaje de estudiantes que concluyen su bachillerato en el IEMS tienen pase directo a la UACM.

Investigadores en educación calculan que entre los años 2002 y 2009 egresaron 31% de los estudiantes inscritos. (21,272 estudiantes ingresados, egresaron 6, 651) La tasa de deserción se encuentra por encima del 50%. Esta situación supone un desafío para el Gobierno del Distrito Federal; puesto que debe mantener la calidad académica del IEMS y evitar la deserción. Docentes, estudiantes y subdirectores mencionan que una razón del abandono es la ampliación de la matrícula en las cuatro nuevas preparatorias sin la ampliación del presupuesto y bajo un régimen de austeridad. Otro factor que mencionan los docentes es que, por el principio de equidad en el ingreso, deben trabajar en la formación de un nuevo capital cultural para nivelar hacia arriba, dado que pueden ingresar tanto estudiantes con fortalezas cognitivas como estudiantes con rezagos en las competencias básicas; por lo tanto no se pueden esperar los mismos resultados que otros sistemas de bachillerato que sí consideran un filtro de ingreso y cuentan con pase automático a licenciatura para todos sus estudiantes regulares.

## Directores generales
Desde su decreto de creación en el año 2000, el IEMS ha tenido oficialmente cinco directores. La primera directora, la matemática Guadalupe Lucio Gómez Maqueo vio crecer bajo su administración los 16 planteles de la preparatoria cuya creación corresponde al proyecto original. El segundo director, Juventino Rodríguez Ramos, tuvo que renunciar luego de que no pudo demostrar que era, como él decía y su currículo lo señalaba, licenciado en historia. El tercer director, exfuncionario del CCH de la UNAM, fue José de Jesús Bazán Levy. El Plan de Trabajo de Bazán menciona que su objetivo general es mejorar el aprendizaje reforzando la enseñanza. Considera que la enseñanza centrada en el estudiante lo hace “autónomo”. Justifica la falta de diagnóstico tanto de su Plan de trabajo como del proyecto educativo del IEMS, con los pobres resultados en la eficiencia terminal y la deserción. No admite el funcionamiento de los Consejos Interno y Académico. Las medidas propuestas para abatir el rezago y la deserción son sólo de índole académica, ninguna administrativa ni institucional. Pide al docente incrementar la regularidad de los estudiantes de primer ciclo y realizar un seguimiento eficaz de los estudiantes en riesgo de deserción.  No se compromete con la actualización docente, propone “Centrar un trabajo académico de tiempo completo real en el tránsito al modelo educativo del IEMS y en la solución de problemas de aprendizaje críticos, ejerciendo prácticas docentes profesionales y autorreguladas."
La C. Freyja Doridé Puebla López ocupó el cargo de directora general del IEMS desde el 1° de diciembre de 2013, hasta el 13 de diciembre del 2014. Su designación fue criticada por el Sindicato de la Unión de Trabajadores del IEMS (SUTIEMS) porque no cuenta con título de licenciatura y no tiene experiencia en la docencia, es educadora de preescolar. Declaraciones de la misma C. Puebla López la desautorizan en su ejercicio como líder del instituto porque admite que ni siquiera conocía la existencia del IEMS antes de ser nombrada directora. Su experiencia como funcionaria corresponde a una trayectoria en el área de finanzas, como parte del equipo de la perredista Alejandra Barrales, ya que fue asignada por ella como Oficial Mayor de la Asamblea de Representantes del D. F. en 2010, cargo que fue impugnado por no cumplir con el perfil y que tuvo que abandonar. "Puebla López fue tesorera en la Asociación Sindical de Sobrecargos de Aviación de México (ASSA), donde Barrales fue la líder… También ocupó el cargo de secretaria de Finanzas de la Federación de Sindicatos de Empresas de Bienes y Servicios (FESEBS), donde Barrales fue vicepresidencia de Asuntos Políticos, Económicos y Sociales… Pero además la nueva oficial mayor de la ALDF, fue directora de finanzas de la Secretaría de Desarrollo Social en el gobierno de Michoacán"
El 23 de marzo de 2015, el académico de la UNAM, mtro. Ulises Lara López fue nombrado como director general del IEMS por el jefe de gobierno del D. F., Lic. Miguel Ángel Mancera. A diferencia de su predecesora, el maestro Lara cuenta con el perfil que señala el Estatuto Orgánico del Instituto, ya que ostenta un título de maestría en Procesos políticos, y ha desempeñado, en 2014, cargos administrativos en la Secretaría de educación del D. F., además, imparte cursos en la facultad de Ciencias Políticas de Ciudad universitaria y ha sido funcionario en diferentes organismos y dependencias del GDF. Tiene una trayectoria de más de dos décadas en el PRD.
El Jefe de Gobierno, Miguel Ángel Mancera, nombró a la Mtra. Dinorah Pizano Osorio como directora general del IEMS, el 6 de diciembre de 2016. La Mtra. Pizano es licenciada en Filosofía y maestra en Comunicación Institucional. 
Véase http://www.eluniversal.com.mx/articulo/metropoli/cdmx/2016/12/14/dinorah-pizano-nueva-directora-de-prepas-de-la-cdmx